# Sterlitamak
Sterlitamak (Russisch: Стерлитамак, Sterlitamak) is de op een na grootste stad van de Russische autonome republiek Basjkirostan. De stad ligt aan de westelijke voet van de Zuidelijke Oeral op 130 kilometer ten zuiden van Oefa op de linkeroever van de Belaja (zijrivier van de Kama), op de plaats waar de Asjkadar en de Sterlja in deze zivier stromen. De naam is afgeleid van de rivier de Sterlja en het Basjkierse woord 'tamak', dat "monding" betekent; "monding van de Sterlja".
Tot 1766 bestond er een nederzetting onder de naam Sterlitamakski Jam. Door de opkomst van de zouthandel werd in dat jaar op de oever van de Belaja een haven in gebruik genomen voor de distributie van zout uit deze rivier en kreeg in 1781 de status van stad. Van 1919 tot 1922 was het de hoofdstad van de Basjkierse ASSR. Door de ontdekking van aardolie in 1932, groeide de stad uit tot een belangrijk centrum voor de chemische industrie.

## Demografie
| Ontwikkeling van het inwoneraantal |        |        |        |         |         |         |         |         |
| Jaar                               | 1897   | 1926   | 1939   | 1959    | 1970    | 1979    | 1989    | 2002    |
| Bevolking                          | 15.500 | 25.000 | 39.000 | 111.000 | 184.000 | 220.100 | 247.400 | 264.400 |

Bestuurlijk centrum: Oefa

Agidel · Bajmak · Belebej · Beloretsk · Birsk · Blagovsjtsjensk · Davlekanovo · Djoetsjoeli · Isjimbaj · Janaoel · Koemertaoe · Melo-oez · Mezjgorje · Neftekamsk · Oetsjaly · Oktjabrski · Salavat · Sibaj · Sterlitamak · Toejmazy